# Ольденбург, Зоя Сергеевна
Зо́я Ольденбу́рг (31 марта 1916 — 8 ноября 2002) — французский писатель, специалист по Средневековой истории Франции, Крестовым походам и ереси катаров.

## Биография
Дочь журналиста Сергея Сергеевича Ольденбурга и математика Ады Дмитриевны Старынкевич (1892—1946), внучка востоковеда академика Сергея Федоровича Ольденбурга.
В 1925 году вместе с семьей эмигрировала в Париж. В 1934 году окончила лицей Мольера, после чего изучала историю и литературу в Сорбонне, занималась рисованием в Академии Рансона. В 1938 прошла курс теологии в Англии. Во время Второй мировой войны зарабатывала на жизнь, вручную расписывая дамские платки.
Отец поощрял Зоины писательские опыты, в 1946 году она закончила свой первый роман Argiles et cendres. Хотя свои первые работы Зоя писала на русском, став взрослой, она писала только по-французски. В 1953 году завоевала премию Фемина за роман «Краеугольный камень» (фр. La Pierre Angulaire). В 1980 году написала роман La joie-souffrance, посвященный жизни русской эмиграции во Франции.

## Семья
В 1948 году вышла замуж за Хейнрика Идаловичи, у них было двое детей: Олаф и Мария-Агата.

## Публикации
- Ольденбург З. С. Костер Монсегюра. История альбигойских крестовых походов. — Спб.: Алетейя, 2001. — 416 с. — (Миф, религия, культура). — ISBN 5-89329-369-X.